# Colle delle Porrare
Colle delle Porrare è un rilievo dei Monti Reatini che si trova nel Lazio, nella provincia di Rieti, nel comune di Cittaducale.